# Русава (Могилів-Подільський район)
Русава — село в Україні, у Ямпільській міській громаді Могилів-Подільського району Вінницької області. Населення становить 1212 осіб.

## Історія
7 (20) листопада 1917 року, відповідно до Третього Універсалу Української Центральної Ради, увійшло до складу Української Народної Республіки.
12 червня 2020 року, відповідно до Розпорядження Кабінету Міністрів України № 707-р «Про визначення адміністративних центрів та затвердження територій територіальних громад Вінницької області», увійшло до складу Ямпільської міської громади.
19 липня 2020 року, в результаті адміністративно-територіальної реформи та ліквідації Ямпільського району, село увійшло до складу новоутвореного Могилів-Подільського району.

## Уродженці села
- Дерен Сергій Васильович — солдат Міністерства внутрішніх справ України, учасник російсько-української війни 2014—2019 років;

- Главацька Галина Тимофіївна - (нар. 22 липня 1937, с. Русава Ямпільського району)- директор Могилів-Подільського технолого-економічного коледжу Вінницького національного аграрного університету, заслужений працівник освіти України, відмінник аграрної освіти і науки І ступеня, ветеран праці, викладач вищої категорії, методист.

## Населення
Згідно з переписом УРСР 1989 року чисельність наявного населення села становила 1170 осіб, з яких 528 чоловіків та 642 жінки.
За переписом населення України 2001 року в селі мешкало 1199 осіб.

### Мова
Розподіл населення за рідною мовою за даними перепису 2001 року:
| Мова       | Відсоток |
| ---------- | -------- |
| українська | 98,35 %  |
| російська  | 1,57 %   |
| молдовська | 0,08 %   |

## Світлини

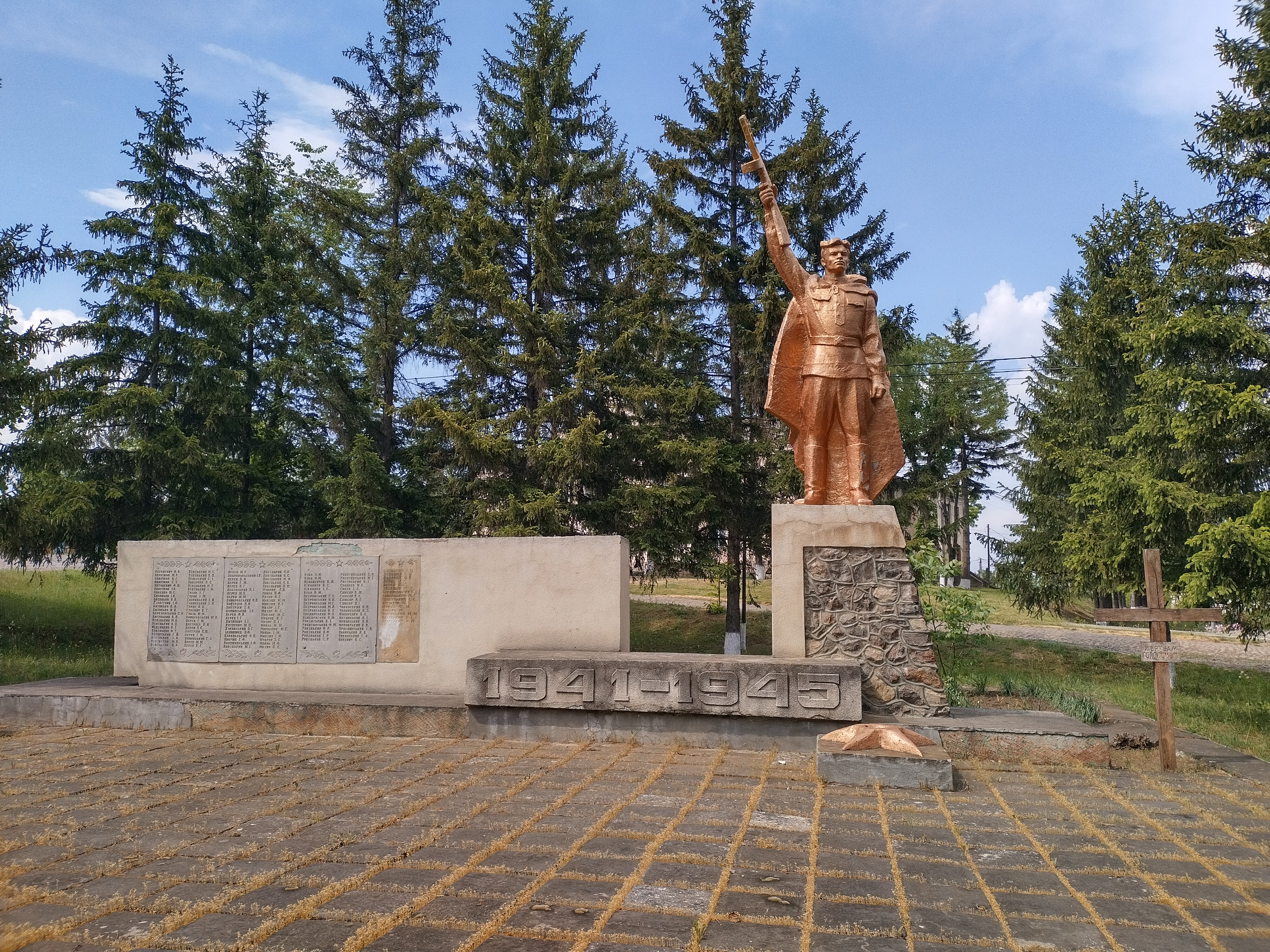
Військовий меморіал і хрест жертвам Голодомору
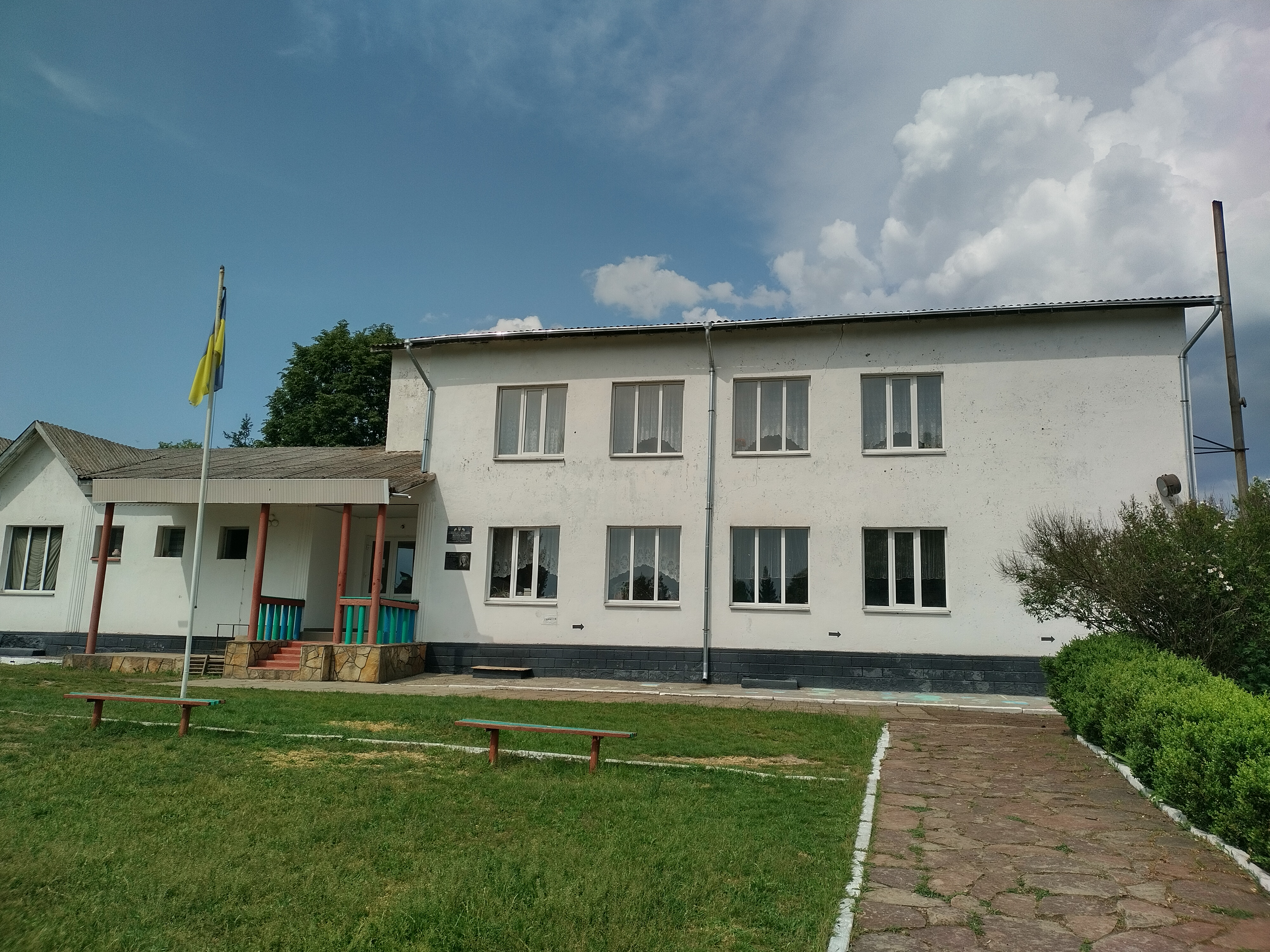
Русавський навчально-виховний комплекс
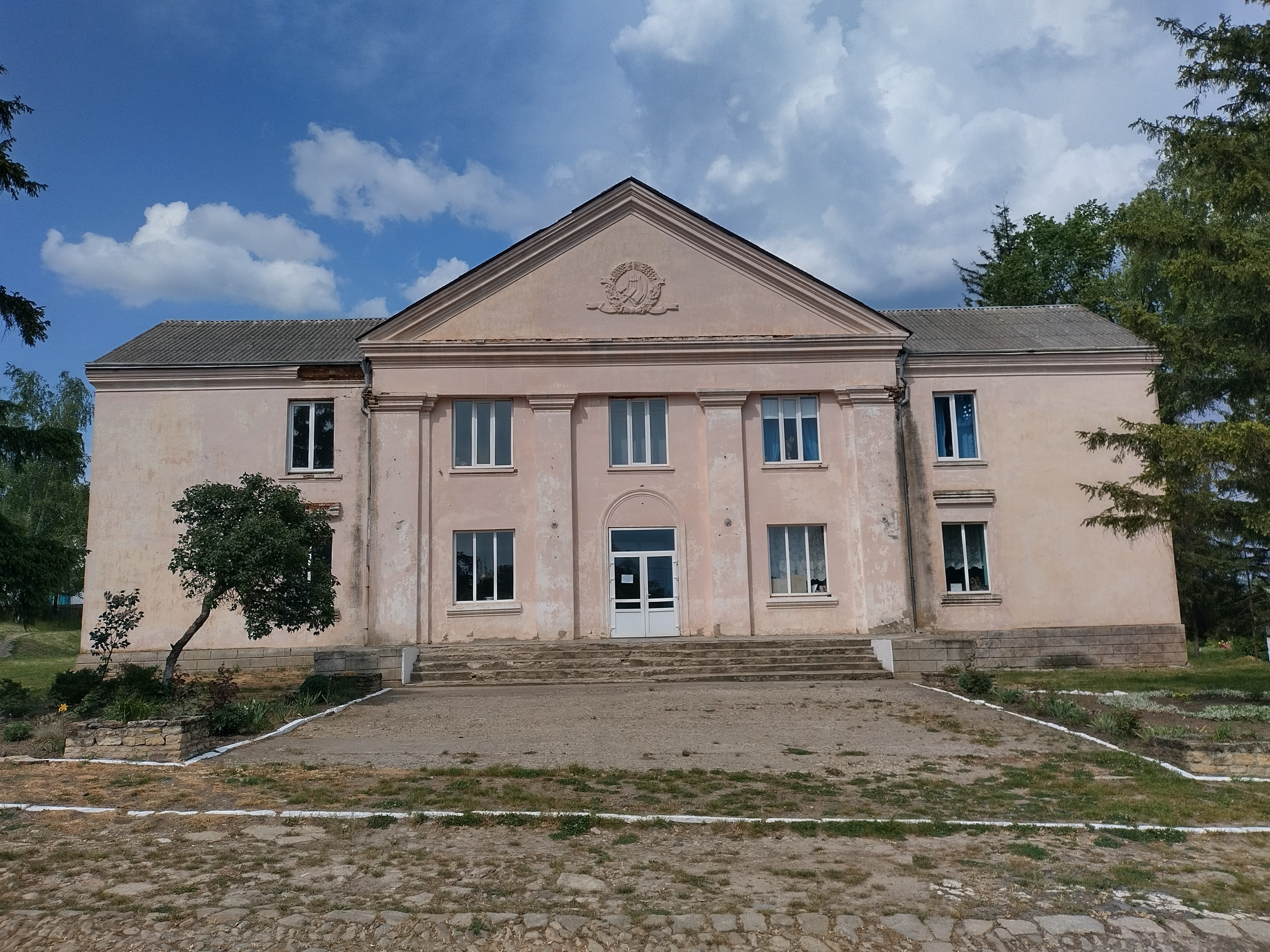
Будинок культури
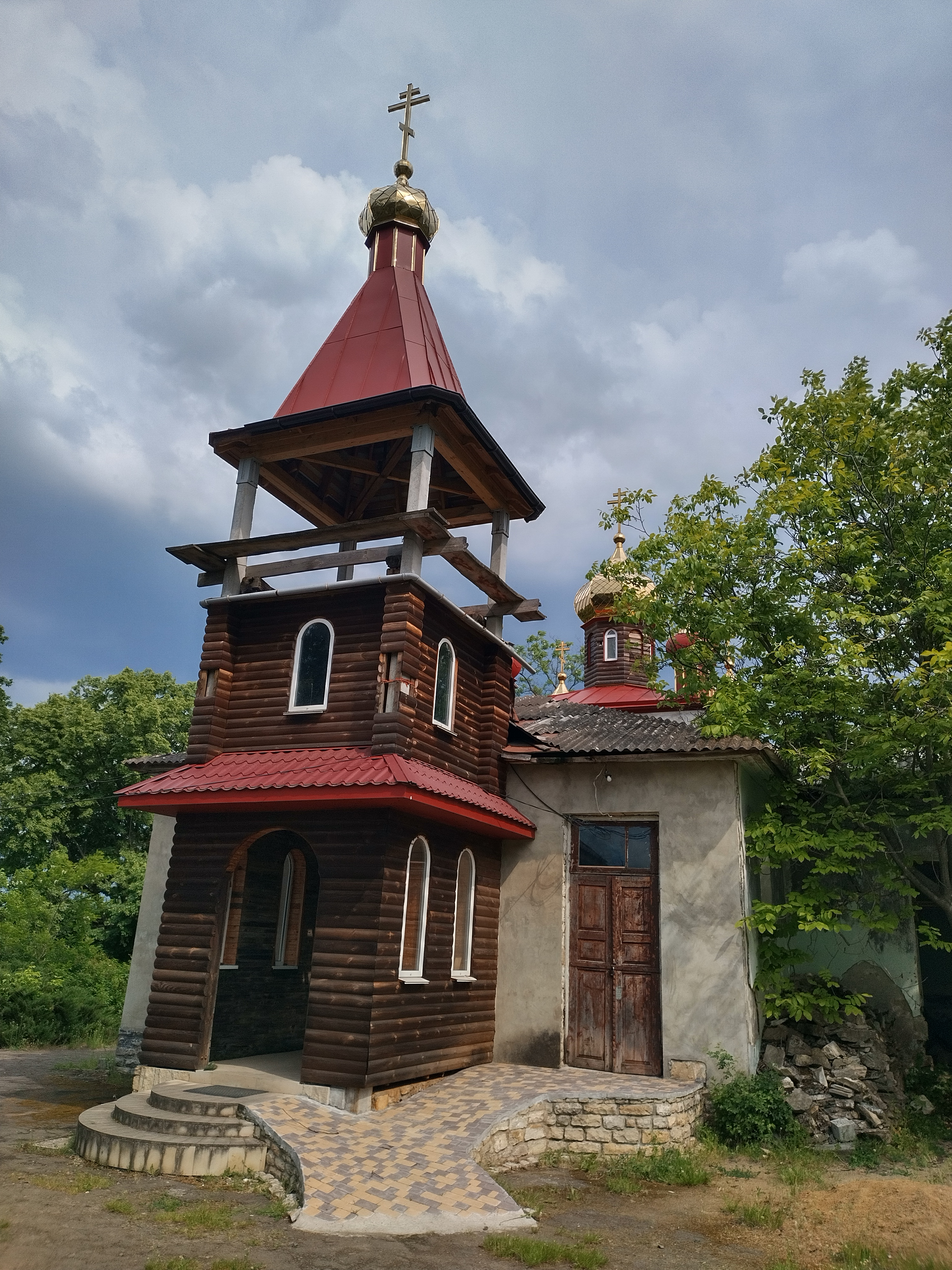
Храм святого пророка Божого Іллі
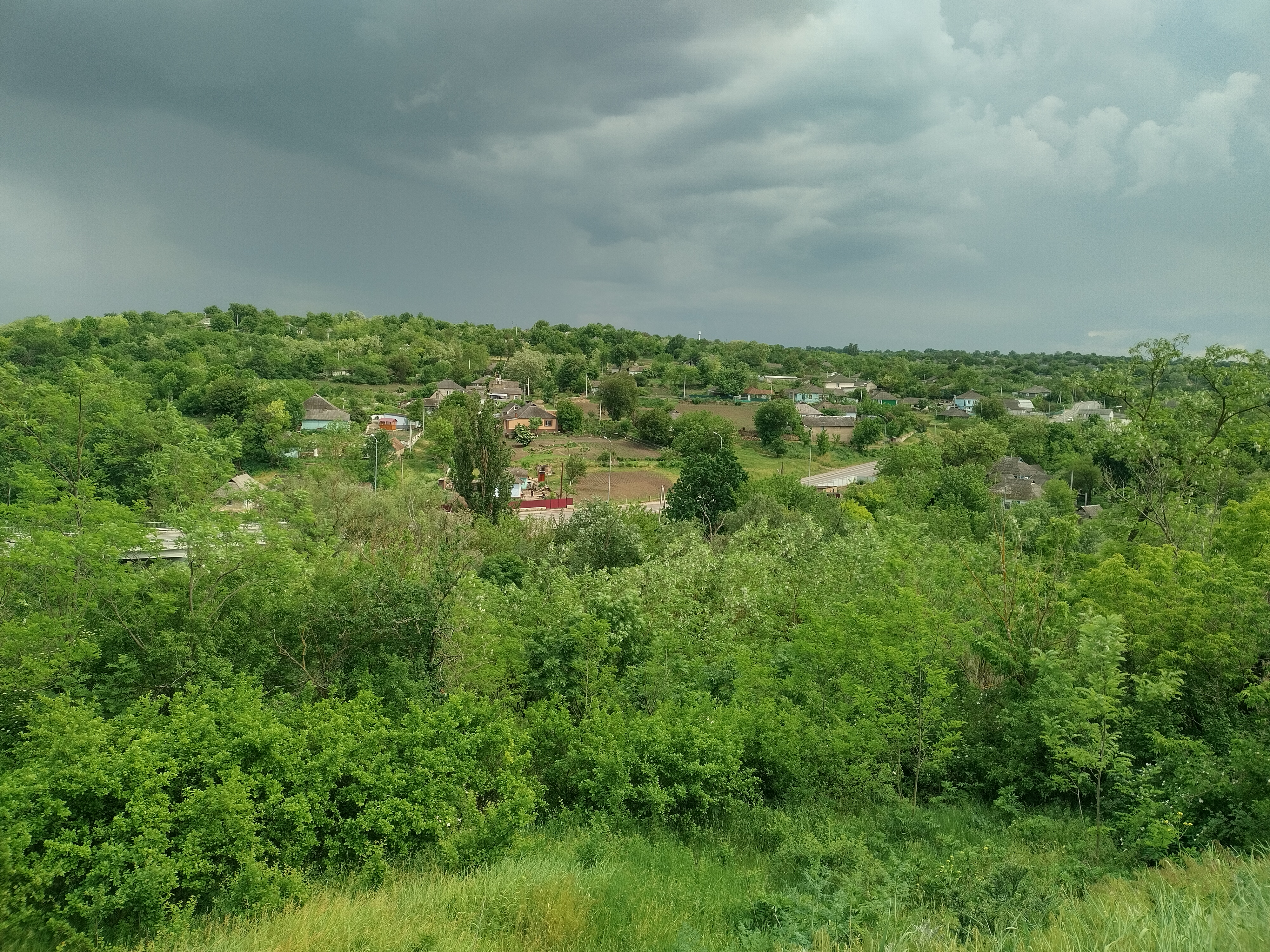
Панорамний краєвид на село
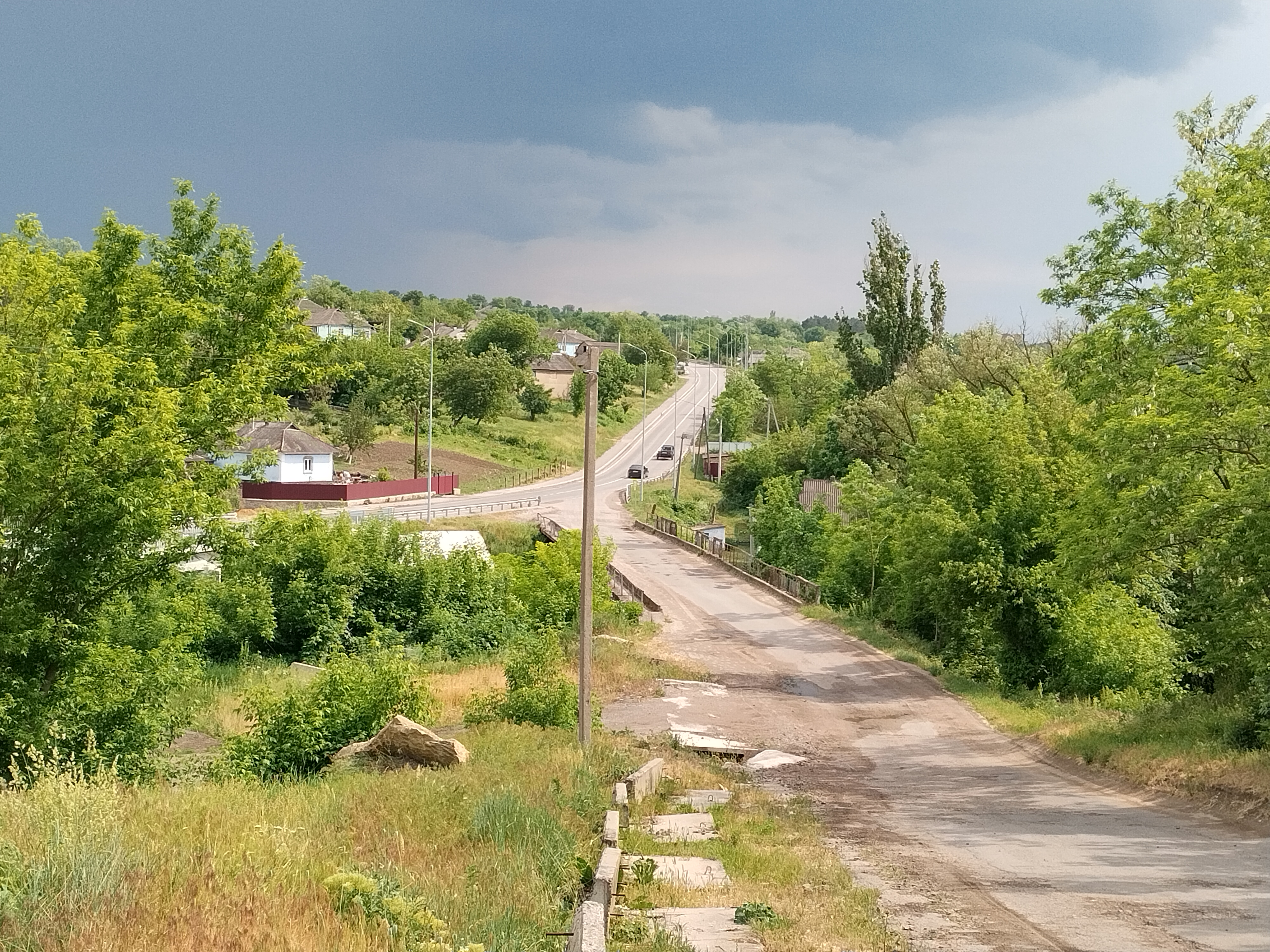
Вид на шосе і міст через річку Русава
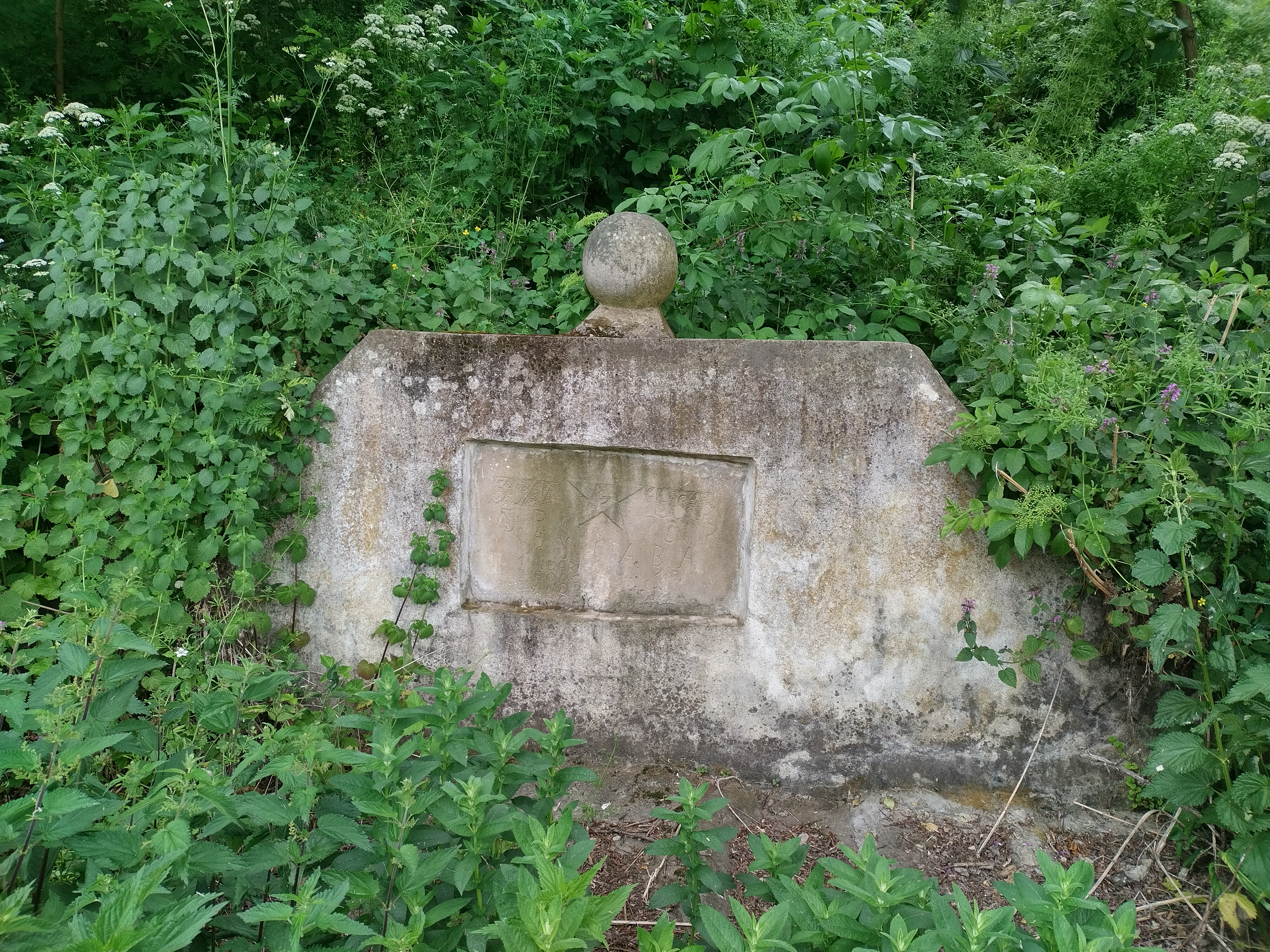
Шипіт невеликий водоспад (побудований у 1964 р.)